# Памятник Я. П. Бакланову
Памятник Я. П. Бакланову — монумент, воздвигнутый в Новочеркасске в честь генерала, участника Кавказской войны Якова Петровича Бакланова. Памятник работы архитектора и скульптора Н. В. Набокова первоначально был установлен в Санкт-Петербурге, на кладбище Воскресенского Новодевичьего женского монастыря, на могиле Якова Петровича за счёт добровольных пожертвований, однако в 1909 году, когда отмечалось столетие со дня рождения знаменитого полководца, было принято решение перезахоронить останки в столице Дона. В 1911 году вместе с перезахоронением праха в усыпальницу под Войсковым Вознесенским кафедральным собором скульптуру с небольшими изменениями основания и пьедестала перенесли в Новочеркасск на площадь Ермака. Монумент находится с южной стороны Вознесенского собора. Торжественное открытие памятника состоялось 5 октября 1911 года.

## История

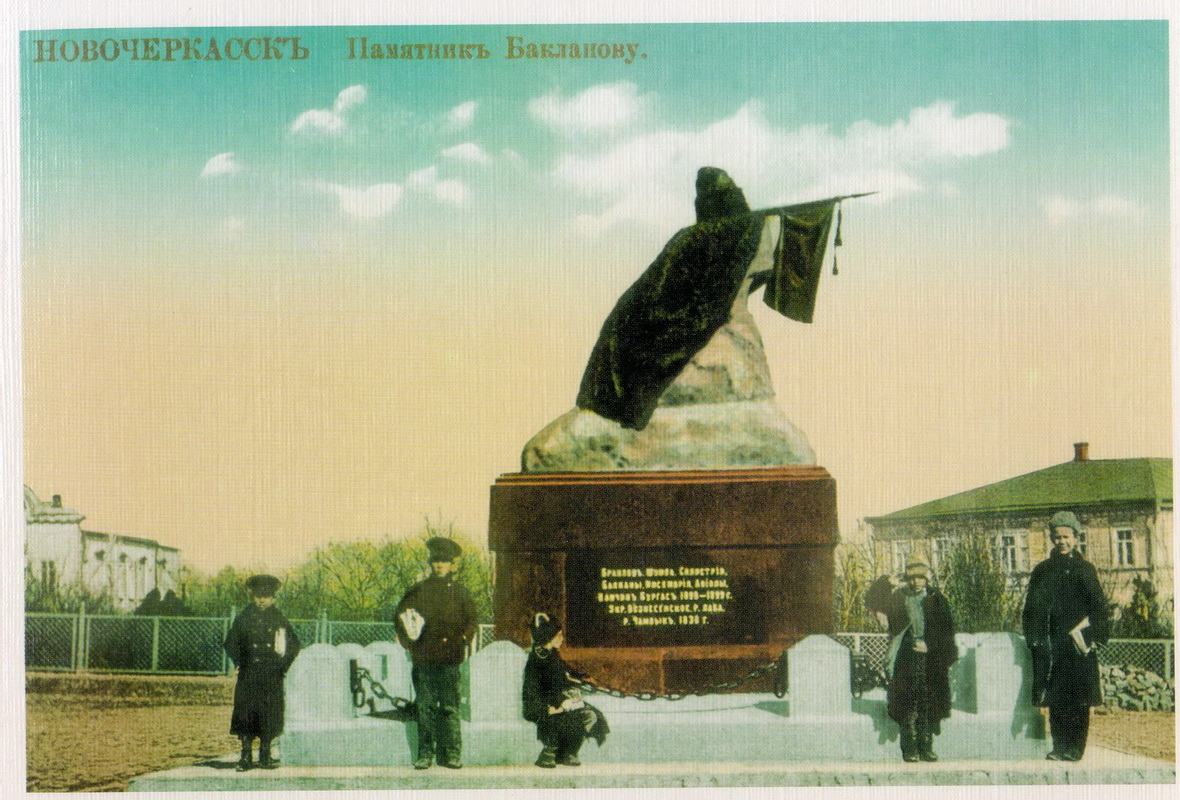
Памятник Бакланову на дореволюционной открытке

Памятник Бакланову, 2013 год

После смерти Я. П. Бакланова в 1873 году по ходатайству войскового атамана М. И. Черткова было разрешено открыть подписку по сбору средств на памятник. К началу 1875 года в подписных листах значилась итоговая сумма 2314 рублей 2 копейки. Войсковой атаман Н. А. Краснокутский выделил двух офицеров для организации дел по составлению проекта. Эскизный проект памятника Бакланову работы Н. В. Набокова был выставлен для всеобщего обозрения в зале Дворянского собрания в Новочеркасске.
Проект, получивший одобрение донского начальства, поручено было реализовать ведущим столичным мастерам. За обработку гранитной скалы и оформление могильного склепа взялся петербургский мастер Ефимов. Работы, связанные с бронзовыми отливками, были поручены знаменитому в Европе специалисту по художественному литью Феликсу Шопену. Оба они не решались приступить к работе по эскизным наброскам, поэтому было решено предварительно выполнить скульптурную модель в натуральную величину в гипсе. Вариант скульптора Дылеева никого не удовлетворил (кроме фрагмента скалы), и выбор остановили на модели ваятеля Гаврилова. К весне 1877 года она была готова.
Из-за недостатка собранной суммы чугунные пушки, соединенные цепями в ограде, намеченные по проекту, были заменены гранитными шарами. В 1911 году памятник в целости был перевезён в Новочеркасск. В 1930-х годах все бронзовые части и позолота были содраны и переплавлены на цветной лом. 4 июня 1995 года, в день празднования 190-летия со дня основания Новочеркасска памятник, отреставрированный скульптором А. В. Тарасенко, вновь открылся в первозданном виде.

## Описание
Монумент представляет собой скалу из гранита, поверх которой лежит склоненное боевое знамя с надписью «Чаю воскресения мёртвых и жизни будущего века. Аминь» и наброшена  казацкая бурка. Из-под неё видна шашка боевого генерала. Венчает всё сооружение бронзовая папаха, а с боковых сторон на постаменте высечены названия мест, при которых Бакланов одержал блистательные победы. С передней стороны врезан бронзовый медальон с надписью: «Войска Донского генерал-лейтенант Яков Петрович Бакланов, родился в 1809 г., умер в 1873 г., окт. 18-го».